# 光叶黄钟花
光叶黄钟花（学名：Cyananthus flavus var. glaber）为桔梗科蓝钟花属下的一个变种。

## 扩展阅读
- 維基物種上的相關：光叶黄钟花